# لا حركة مفاجئة (فلم 2021)
لا حركة مفاجئة (بالإنجليزية: No Sudden Move) فيلم إثارة، وجريمة أمريكي لعام 2021  من إخراج ستيفن سودربيرغ، وتصويره وتحريره، وإنتاج كيسي سيلفر، وكتبه إد سولومون. الفيلم من بطولة دون تشيدل، وبينيشيو ديل تورو، وديفيد هاربور، وجون هام. عرض الفيلم العرض العالمي الأول في مهرجان تربيكا السينمائي في 18 يونيو 2021، وأصدرته شركة انش بي اوه ماكس في الولايات المتحدة في 1 يوليو 2021. الفيلم آخر ظهور سينمائي للممثل، والشاعر كريج جرانت. تلقى الفيلم تعليقات إيجابية من النقاد، مع الثناء على اتجاه سودربيرغ وأداء فريق التمثيل.

## طاقم التمثيل
دون تشيدل: في دور كيرت جوينز
بينيشيو ديل تورو: في دور رونالد روسو
ديفيد هاربور: في دور مات ويرتز
ايمي سيميتز: في دور ماري ويرتز
جون هام: في دور المحقق جو فيني
راي ليوتا: في دور فرانك كابيلي
كيران كولكين: في دور تشارلي
نوح جوبي: في دور ماثيو ويرتز جونيور
بريندان فريزر: في دور دوج جونز
بيل ديوك: في دور ألدريك واتكينز
جوليا فوكس: في دور فانيسا كابيلي
فرانكي شو: في دور بولا كول
مات ديمون: في دور السيد بيج
كريج جرانت: في دور جيمي
بايرون باورز: في دور موريس
هيو ماجواير: في دور ميل فوربرت

## ملخص أحداث الفيلم
تدور أحداث الفيلم في عام 1955 في ديترويت، ويتركز حول مجموعة من المجرمين الصغار: كيرت جوينز (دون تشيدل)، ورونالد روسو (بينيشيو ديل تورو)، وتشارلي (كيران كولكين)، يتم تجنيدهم لأداء مهمة بسيطة. يهاجم الثلاثة بيت مات ويرتز (ديفيد هاربور)، واحتجاز اسرته للضغط عليه للذهاب إلى مكان عمله والاستيلاء على ملف موجود في خزانة المدير ميل فوربرت (هيو ماجواير).
تتطور الأحداث ليكتشف كيرت، وروسو انها مؤامرة للإستيلاء على مخطوطات هامة في مجال صناعة السيارات، وان المؤامرة كانت تتضمن قتلهم بعد الحصول على الملف. يدرك كيرت، وروسو خطورة الاستسلام، وتبدأ خططهم الخاصة لبيع الملف لمن يهمه الأمر، وهو السيد بيج (مات ديمون).
ينتهي الفيلم والمحقق جو فيني (جون هام) يعيد أموال السيد بيج.

## الإنتاج والإصدار
ُعلن في نوفمبر 2019 أن ستيفن سودربيرغ سيخرج الفيلم، تحت عنوان «تبديل القتل»، مع جوش برولين، ودون تشيدل، وسيباستيان ستان، وجون سينا في الاعتبار. دخل جون هام وسيدريك ذا إنترتينر المفاوضات بحلول مارس 2020، مع انسحاب برولين. في مايو 2020  تم الإعلان عن تأكيد عمل تشيدل، وستان، وهام، مع إنضمام بينيشيو ديل تورو، وراي ليوتا، وايمي سيميتز، وفرانكي شو، وجورج كلوني إلى فريق التمثيل.
كان من المقرر أن يبدأ التصوير في 1 أبريل 2020، لكنه تأخر نتيجة لوباء كوفد 19. صرح سودربيرغ أنه كان يأمل في إعادة التشغيل في سبتمبر. تمت إعادة تسمية الفيلم بعنوان «لا تحرك مفاجئ».
بدأ التصوير في ديترويت في 28 سبتمبر، مع انضمام ديفيد هاربور، وبرندان فريزر، وكيران كولكين، ونوح جوبي، وبيل ديوك، وجوليا فوكس، في حين غادر الممثلون ستان، وسينا، وكلونييد بسبب تأخير الإنتاج. تمت إضافة مات ديمون إلى فريق التمثيل في أكتوبر. انتهى الإنتاج في 12 نوفمبر.

## استقبال الفيلم
منح موقع الطماطم الفاسدة الفيلم تقييماً مقداره 86% بناءاً على آراء 36 ناقداً سينمائياً، وكتب إجماع نقاد الموقع: «على الرغم من أنه قد لا يكون على قدم المساواة مع أفضل رجال الجريمة، إلا أن المخرج ستيفن سودربيرغ يقف في أرض مألوفة مسلية، ويستفيد إلى أقصى حد من فريق عمل ممتاز».
منح موقع ميتاكريتيك الفيلم تقييماً مقداره 77% بناءاً على آراء 25 ناقداً.
منح ريتشارد روبر من صحيفة شيكاغو صن تايمز الفيلم 3.5 من أصل 4 نجوم وكتب: «فصل آخر غامر على الفور، وغني بالطبقات، ومصور بشكل جميل في واحدة من أكثر المهن الإخراجية إثارة للإعجاب في عصرنا».

## روابط خارجية
- مقالات تستعمل روابط فنية بلا صلة مع ويكي بيانات